# アルブレヒト・フォン・ヴュルテンベルク
アルブレヒト・フォン・ヴュルテンベルク（ドイツ語: Albrecht von Württemberg, 1865年12月23日 - 1939年10月31日）は、ヴュルテンベルク王国の王族で、ドイツ帝国の元帥。

## 生涯
1865年、ヴュルテンベルク公フィリップ（ヴュルテンベルク王フリードリヒ1世の弟アレクサンダーの孫息子）とその妻のオーストリア大公女マリー・テレーゼ（テシェン公アルブレヒトの長女）の間の長男として、ウィーンで生まれた。
第一次世界大戦が始まると、アルブレヒトはドイツ第4軍の司令官に就任し、1914年8月のアルデンヌの戦いでドイツ軍を勝利に導いた。この勝利の後、第4軍はマルヌ会戦に参戦し、1914年10月にはフランドルの戦線に送り込まれた。この地でアルブレヒトは戦闘を指揮した（イーゼルの戦い）。また、初めて毒ガスが大規模な作戦として使われた第二次イーペルの戦いでもアルブレヒトは指揮官を務めた。1915年8月、プール・ル・メリット勲章を受章し、1916年8月には元帥に任命された。1918年11月、休戦協定が結ばれるまでアルブレヒトは西部戦線における南部地域の最高責任者だった。
アルブレヒトは男子のないヴュルテンベルク王ヴィルヘルム2世の推定相続人であったが、第一次世界大戦におけるドイツの敗北とそれに続くドイツ革命によってヴィルヘルム2世が退位を余儀なくされたため、実際に王位を継ぐことはできなかった。1921年、ヴィルヘルム2世が死去すると、アルブレヒトがヴュルテンベルク家の家長となった。
1939年、アルツハウゼン城で死去。長男のフィリップ・アルブレヒトが家督を継いだ。

## 子女
1893年1月24日、ウィーンでオーストリア大公カール・ルートヴィヒの長女マルガレーテ・ゾフィーと結婚した。間に3男4女を儲けたが、マルガレーテ・ゾフィーは1902年に死去し、長女マリア・アマーリア、次女マリア・テレーザ、三女マリア・エリーザベトは早世している。
- フィリップ・アルブレヒト（1893–1975） - ヴュルテンベルク王家家長
- アルブレヒト・オイゲン（1895–1954） - ブルガリア王女ナデジダと結婚
- カール・アレクサンダー（英語版）（1896–1964） - 修道士
- マリア・アマーリア（1897–1923） - ザクセン王太子ゲオルクと婚約

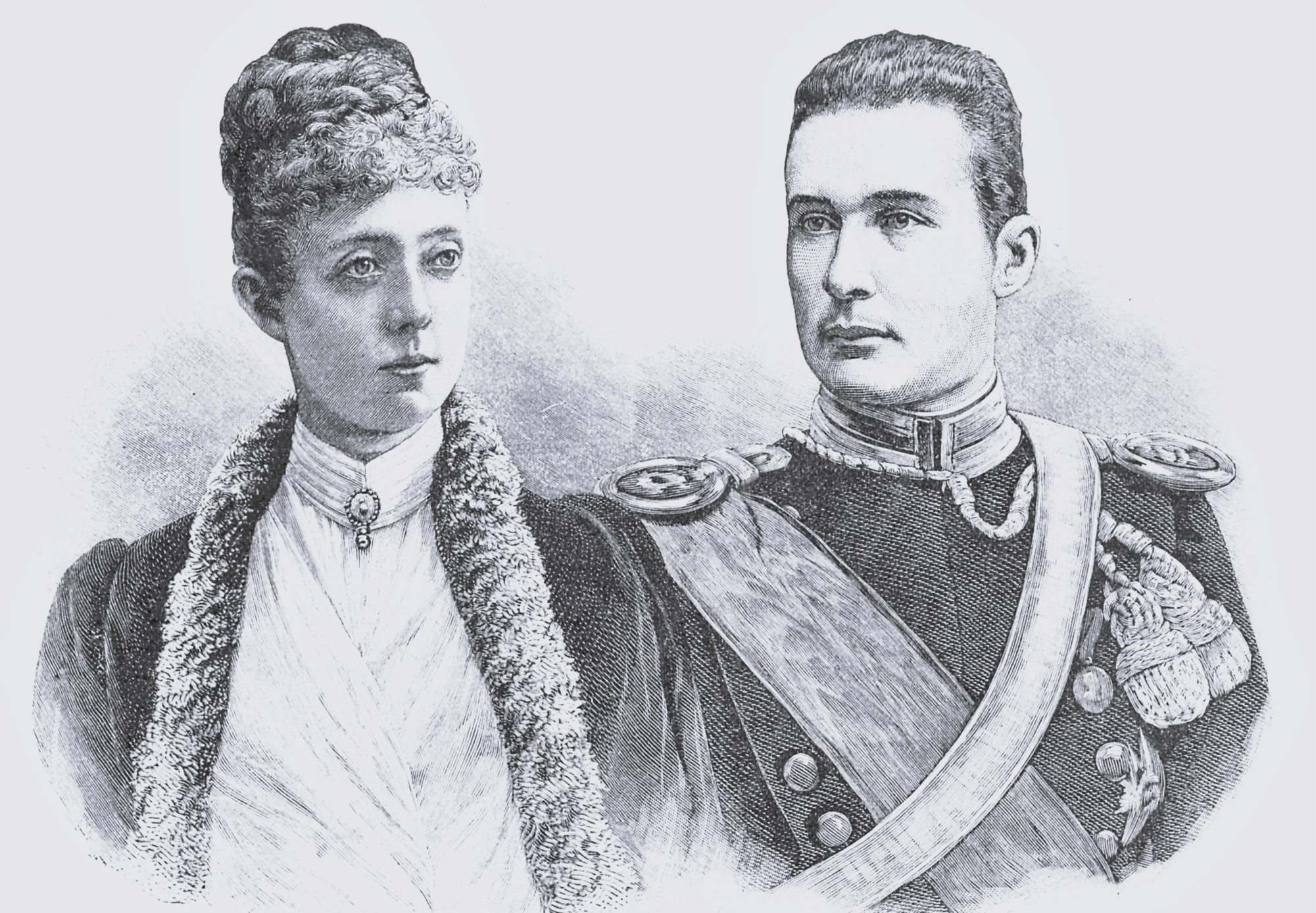
マルガレーテ・ゾフィーとアルブレヒト

- マリア・テレーザ（1898–1928）
- マリア・エリーザベト（1899–1900）
- マルガリータ・マリア（1902–1945）

| アルブレヒト・フォン・ヴュルテンベルク ヴュルテンベルク家 1865年12月23日 - 1939年10月31日 |                                                              |                               |
| 請求称号                                                                                  |                                                              |                               |
| 先代 ヴィルヘルム2世                                                                      | — 名目上 — ヴュルテンベルク王 1921年10月2日 – 1939年10月31日 | 次代 フィリップ・アルブレヒト |
| 爵位・家督                                                                                |                                                              |                               |
| 先代 ヴィルヘルム2世                                                                      | ヴュルテンベルク家家長 1921年10月2日 – 1939年10月31日        | 次代 フィリップ・アルブレヒト |